# The Acacia Strain
The Acacia Strain est un groupe de deathcore américain, originaire de Chicopee, dans le Massachusetts. Au fil des années, le groupe effectue un bon nombre de changements dans son line-up, le chanteur Vincent Bennett étant le seul premier membre restant. The Acacia Strain est actuellement signé au label Rise Records.

## Biographie
Originellement formé en 2001, le groupe effectue de nombreux changements dans son line-up. En date, le groupe recense sept albums studio, et deux split albums : un avec Loyal to the Grave (sur lequel ils reprennent Seasons in the Abyss de Slayer,) et un autre avec This or the Apocalypse, War from a Harlots Mouth, Fact, et Aggressive Dogs. Le groupe a travaillé aux côtés des producteurs Adam Dutkiewicz, et Chris « Zeuss » Harris. En décembre 2009, The Acacia Strain part en tournée aux côtés de Hatebreed au Stillborn Fest avec Crowbar, The Casualties, et Thy Will Be Done.
Le groupe fait paraître son premier DVD, The Most Known Unknown, le 16 février 2010. Le groupe atteint le classement Billboard Top 200 en 2008 avec l'album Continent et en 2010 avec Wormwood. Ils partent en tournée au Warped Tour 2011 avec We Came As Romans, Set Your Goals, Winds of Plague, et Miss May I, entre autres. Le 17 avril 2012, The Acacia Strain signe avec le label Rise Records, et annonce un nouvel album en octobre 2012. Le 25 avril 2012, une nouvelle chanson, Servant in the Place of Truth, est mise en ligne.
Le 18 juillet 2012, The Acacia Strain annonce le titre officiel de leur futur album, Death Is the Only Mortal, annoncé pour une sortie le 9 octobre 2012. Le 10 août 2012, le groupe annonce la liste des titres de Death Is the Only Mortal et fait paraître la couverture sur Facebook. Le 6 septembre 2012, un single extrait de Death Is the Only Mortal, intitulé Victims of the Cave est mis en ligne en tant que clip vidéo sur la chaîne YouTube de Rise Records. En novembre 2012, le groupe joue au Van's Warped Tour avec Architects. Le 27 novembre 2012, The Acacia Strain est impliqué dans un accident de la route, qui les empêchera de participer au Veil of Maya.
Le 18 mai 2013, Daniel « DL » Laskiewicz annonce via Facebook son départ de The Acacia Strain. Le 4 juin 2013, le groupe annonce deux nouveaux guitaristes à plein temps à leur line-up, Devin Shidaker (ancien membre d'Oceano) et Richard Gomez (ancien membre de Molotov Solution). Le 12 août la même année, le groupe annonce le titre de son futur nouvel album, Coma Witch, prévu pour octobre. Le groupe fait paraître le clip vidéo d'un single extrait de l'album, Cauterizer.

## Style musical
The Acacia Strain est décrit par la presse spécialisée dans les catégories deathcore, et metalcore. AllMusic caractérise le style musical du groupe comme « utilisant une section rythmique écrasante, des échantillons sonores apocalyptiques, et des guitares entremêlant punk hardcore, musique bruitiste, death metal et doom metal. »
Le bassiste du groupe, Jack Strong, décrit leur musique comme du « metal orienté hardcore, » tandis que le chanteur Vincent Bennett refuse d'être catégorisé deathcore, allant même à dire que « le deathcore est le nouveau nu-metal. [...] C'est nul. Et si quelqu'un nous considère comme du 'deathcore' alors je serai prêt à lui faire du mal. »
Écrites par Vincent Bennett, les paroles du groupe se centrent sur la misanthropie et le nihilisme. Bennett emploie une imagerie sexuellement déviante dans ses paroles, mais habituellement métaphorique,,.

## Membres

### Membres actuels
- Vincent Bennett – chant (depuis 2001)
- Kevin Boutot – batterie, percussions (depuis 2005)
- Jack Strong – basse (depuis 2006)
- Devin Shidaker – guitare, chœurs (depuis 2013)
- Richard Gomez – guitare (depuis 2013)

### Anciens membres
- Daniel « DL » Laskiewicz – guitare, chœurs (2001–2013)
- Daniel Daponde – guitare (2001–2006)
- Christopher Daniele – guitare (2001–2005)
- Ben Abert – batterie, percussions (2001–2004)
- Karrie Whitfield – basse (2001–2003)
- Jeanne Sagan – basse (2003)
- Seth Coleman – basse (2004–2006)

### Membres de tournée
- Mark Castillo – batterie, percussions (2004–2005)
- David Sroka – guitare (2009)
- Mike Casavant – guitare (2009–2010)
- Tim Cavallari – guitare (2010–2012)
- Tony Diaz – guitare (2010–2012)

## Discographie

### Albums studio
- 2002 : ...And Life Is Very Long
- 2004 : 3750
- 2006 : The Dead Walk
- 2008 : Continent
- 2010 : Wormwood
- 2012 : Death Is the Only Mortal
- 2014 : Coma Witch
- 2017 : Gravebloom
- 2019 : It Comes in Waves
- 2020 : Slow Decay
- 2023 : Step Into the Light
- 2023 : Failure Will Follow

### Compilations et Albums en public
- 2010 : The Most Known Unknown (Concert enregistré au Palladium, à Worcester, le 28/12/2008)

## Vidéographie
- 2010 : The Most Known Unknown (Live At The Palladium / Live At The Waterfront)